# Brachygrammatella nebulosa
Brachygrammatella nebulosa is een vliesvleugelig insect uit de familie van de Trichogrammatidae. De wetenschappelijke naam is voor het eerst geldig gepubliceerd in 1915 door Alexandre Arsène Girault.